# Charles Louis Boyaval
Charles Louis Laurent Boyaval, né le 11 janvier 1736 à Prisches (Nord), mort le 6 septembre 1814 à Avesnes-sur-Helpe (Nord), est un homme politique de la Révolution française.

## Biographie
En septembre 1792, Charles Boyaval, alors cultivateur et administrateur du département du Nord, est élu député, le douzième et dernier du Nord, à la Convention nationale.
Il siège sur les bancs de la Montagne. Lors du procès de Louis XVI, il vote la mort et rejette l'appel au peuple et le sursis à l'exécution de la peine. En avril 1793, il est absent lors du scrutin sur la mise en accusation de Jean-Paul Marat. En mai de la même année, il vote contre le rétablissement de la Commission des Douze.
Après la chute de Robespierre, Charles Boyaval siège parmi les « derniers montagnards » d'après l'historienne Françoise Brunel. Lors de l'insurrection du 12 germinal an III, il signe la demande d'appel nominal pour s'opposer à la déportation sur l'île d'Oléron des anciens membres du Comité de Salut public, Bertrand Barère, Jacques-Nicolas Billaud-Varenne et Jean-Marie Collot-d'Herbois.
Il entre au Conseil des Anciens le 23 vendémiaire an IV. Rallié au Consulat, il devient juge suppléant au tribunal civil d'Arras, puis inspecteur des forêts de Trélon.

## Sources
1. ↑  Lataste, Lodoïs (1842-1923), « Archives parlementaires de 1787 à 1860, Première série, tome 52 » , sur www.gallica.bnf.fr, 1897-1913 (consulté le 11 juillet 2024)
2. ↑  Lataste, Lodoïs (1842-1923), « Archives parlementaires de 1787 à 1860, Première série, tome 62 » , sur www.gallica.bnf.fr, 1867-1990 (consulté le 11 juillet 2024)
3. ↑  Lataste, Lodoïs (1842-1923), « Archives parlementaires de 1787 à 1860, Première série, tome 65 » , sur www.gallica.bnf.fr, 1897-1913 (consulté le 11 juillet 2024)
4. ↑  Françoise Brunel, « Les derniers Montagnards et l'unité révolutionnaire », Annales historiques de la Révolution française, vol. 229, no 1,‎ 1977, p. 385–404 (DOI 10.3406/ahrf.1977.1009, lire en ligne, consulté le 11 juillet 2024)

- « Charles Louis Boyaval », dans Adolphe Robert et Gaston Cougny, Dictionnaire des parlementaires français, Edgar Bourloton, 1889-1891 [détail de l’édition]